# Il Lavoratore
Il Lavoratore è un giornale pubblicato a Trieste dal 1895.

## Storia
Il primo numero uscì nel 1895 quale periodico bimensile diretto da Giovanni Pardubitzky, ed era il portavoce ufficiale della Lega Sociale Democratica, legalmente costituitasi nei mesi precedenti ad opera di alcuni militanti del proletariato triestino (Carlo Ucekar, Giovanni Oliva, ecc..).
Nel luglio 1897 diventò settimanale, organo della Sezione italiana adriatica del Partito Operaio Socialdemocratico d'Austria.
Dal 1º maggio 1898 divenne quotidiano, con una diffusione in tutto il Litorale austriaco. A capo della redazione venne nominato il socialista triestino Lajos Domokos.
Nell'agosto del 1900 venne proclamato ufficialmente organo della Società Operaia Italiana, fondata da Antonio Gerin con sede a Vienna, e raggiunse una tiratura che oscillava tra le 1800 e le 2000 copie.
Con l'entrata dell'Italia nella prima guerra mondiale, gli irredentisti triestini vennero perseguitati e i redattori del principale quotidiano triestino Il Piccolo rimasero per lo più disoccupati; una parte venne generosamente assunta dal Lavoratore (tra cui questi Silvio Benco e Riccardo Guerreschi), senza imporre a nessuno di cambiare linea. Durante il conflitto divenne il giornale più importante e più letto nelle province adriatiche, raggiungendo una diffusione di 70 000 copie.
A partire dalla seconda metà del 1920, con la comparsa dello squadrismo fascista a Trieste, la redazione e la tipografia del Lavoratore, tra i cui redattori figurava anche Ignazio Silone, subirono due violente devastazioni ad opera delle camicie nere. La prima venne compiuta il 14 ottobre 1920, con gli squadristi triestini capeggiati dal ras Francesco Giunta. La seconda devastazione, perpetrata dai fascisti col supporto determinante delle forze dell'ordine, avvenne invece il 9 febbraio dell'anno successivo. In quest'occasione la sede del giornale venne difesa da un nucleo di Arditi del Popolo guidato da Vittorio Vidali. La sera del 26 gennaio infatti la redazione e la tipografia del Lavoratore erano state occupate da un gruppo di comunisti guidati da Giuseppe Tuntar, che aveva fatto allontare i socialisti e imposto una linea editoriale affine al neonato Partito Comunista d'Italia. Subito dopo la marcia su Roma, con la soppressione de L'Ordine Nuovo, il giornale si trovò ad essere l'unico quotidiano nazionale del Pcd'I, con una tiratura giornaliera di 17 000 copie, di cui 7.000 vendute nella sola Trieste. In questo periodo la sede del giornale fu ripetutamente incendiata dagli squadristi. Nel luglio 1923 per ordine prefettizio dovette interrompere le pubblicazioni, accusato di "attività antinazionale". Riprese le pubblicazioni nel marzo 1924, con il sottotitolo di "Settimanale dell'Unità Proletaria". Cessò le pubblicazioni il 14 novembre 1925, a causa della soppressione d'autorità di tutta la stampa d'opposizione, ultimo giornale in Italia a cedere alle imposizioni del fascismo.
Il giornale tuttavia continuò ad operare in clandestinità, fino al gennaio 1927. Riprese ad essere pubblicato nel 1930, su iniziativa di Luigi Frausin e dopo la scoperta della tipografia, venne scritto a mano e duplicato con carta copiativa. Dopo il 25 luglio 1943 riprese le pubblicazioni, ad opera di Giordano Pratolongo, Natale Colarich, Luigi Frausin, Zeffirino Pisoni e Paolo Morgan, fino a qualche mese dalla fine della seconda guerra mondiale.

Il giornale ritornò ad essere stampato a Trieste dopo la Liberazione, il 25 maggio 1945 (dal 12 giugno come quotidiano), quasi in continuità con Il Nostro Avvenire, che nel breve periodo dell'amministrazione jugoslava fu l'unico quotidiano in lingua italiana della città.
Dal 1º agosto 1949 diventò settimanale, in quanto a Trieste venne venduta anche L'Unità, con una pagina locale.
Continuò ad essere stampato, con periodicità alterna e qualche interruzione, quale organo prima del Comitato Regionale del Friuli-Venezia Giulia e poi della Federazione Autonoma Triestina del Partito Comunista Italiano, del quale seguì le vicissitudini fino agli anni Novanta, passando quindi a rappresentare il Partito Democratico della Sinistra.
Nel 1971 uscì un numero speciale dedicato ai 50 anni del Partito Comunista Italiano, al quale fece seguito una pausa di otto anni, quando nel 1979 riprese le pubblicazioni come settimanale, diretto da Gianni Marsilli; già il 14 luglio la annunciata pausa estiva diventò un'interruzione fino al 22 febbraio 1980, quando riapparve come quindicinale.
Il 18 novembre 1983 uscì un numero speciale dedicato alla scomparsa di Vittorio Vidali.
Dopo una interruzione riprese ad uscire il 27 gennaio 1984, come mensile diretto da Bruna Silvestri Braida, fino al 1987, quando venne sostituita da Giuseppe Muslin e poi, dal 10 gennaio 1988 da Dennis Visioli. La periodicità durò, con successo editoriale, fino al 1991, quando lo scioglimento del Partito Comunista Italiano portò incertezza nella prosecuzione del giornale, che uscì irregolarmente.
Nel 1999 la testata venne rilevata dal Partito della Rifondazione Comunista e riprese a uscire mensilmente, diretto nuovamente da Dennis Visioli e redatto fino al 2000 da Megi Pepeu. Pur con cambi di formato e foliazione, viene stampato regolarmente come mensile, quale organo della Federazione di Trieste del Partito della Rifondazione Comunista - Sinistra Europea. In giugno 2021 la direzione passò a Iztok Furlanič. Attualmente è diretto da Romina Pellecchia Velchi.

## Curiosità
- Sul numero del 13 ottobre 1898 compare una recensione di Senilità, di Italo Svevo, snobbato dalla rimanente stampa triestina;
- sul numero del 15 aprile 1905 Umberto Saba vi pubblica una delle sue prime poesie;
- sul numero del 20 gennaio 1912 vi appare un articolo di Carlo Marx sull'avvenire di Trieste.